# Пам'ятна медаль Італо-австрійської війни 1915—1918
Пам'ятна медаль Італо-австрійської війни 1915—1918 (італ. Medaglia commemorativa della guerra italo-austriaca 1915-1918) — державна нагорода Королівства Італії. 

## Історія
Медаль заснована королівським указом Віктора Еммануїла III №1 241 від 29 липня 1920 року для нагородження солдатів італійських збройних сил і флоту, які брали участь у військових діях проти Австро-Угорщини, а також в Додеканесі, Албанії, Сирії та Палестині проти Османської імперії. Дизайн медалі розробив гравер Сільвіо Каневарі. Медаль відзначає не тільки перемогу в Першій світовій війні, а й завершення об'єднання Італії і 70-ту річницю початку революційних дій 1848 роки за незалежність держави.
Раніше 21 травня 1916 року в Італії був заснований спеціальний знак (планка з натягнутою стрічкою), який вручався службовцям італійської армії і флоту за 1 рік активної служби. Стрічка на планці складалася з кольорів італійського прапора (чергуються зелені, білі та червоні смуги), що повторюється шість разів. Кожен додатковий рік служби відзначався на планці срібною зірочкою.
Королівським указом № 150 від 17 січня 1918 року було засновано знак для екіпажів торгових суден. Хоча ці моряки і не брали участь безпосередньо в бою, але також часто піддавалися ризику в результаті військових операцій. Цей знак представляв стрічку з шовку з одинадцятьма вертикальними смугами рівної ширини синього і білого кольорів. Королівським указом № 1 786 від 15 липня 1923 року, знак був перетворений на медаль «За заслуги для екіпажів торгового флоту», абсолютно ідентичну з пам'ятною медаллю, але на стрічці знаку для екіпажів торгових суден.
Королівським указом №665 від 3 травня 1918 року було засновано знак для залізничників. Знак складався з шовкової стрічки шириною 37 мм, яка має 3 червоні смуги шириною 9 мм кожна, що чергуються з двома білими смугами шириною 5 мм кожна. Після запровадження медалі деякі залізничники підвішували подібні медалі на свій страх і ризик на стрічці раніше заснованого знака хоча офіційного указу про поглинання цього знака-планки медаллю не було.
За офіційними даними, медаллю нагороджені понад 1 800 000 осіб.

## Статут нагороди
Указ №1 241 від 29 липня 1920 року передбачав, що право отримати медаль за рахунок держави мають:
- всі військовослужбовці армії і флоту, а також пов'язані з ними працівники і співробітники органів і допоміжних підрозділів, які принаймні мали загальний термін служби не менше одного року і брали участь у війні в Італії;
- особи, які отримали рани або каліцтва, або перенесли важку хворобу в ході війни, навіть якщо прослужили менше року;
- всі військовослужбовці армії і флоту, які протягом не менше чотирьох місяців брали участь у війні на грецькому архіпелазі Додеканес, Албанії, Сирії та Палестині.

Початком кампанії вважалось 24 травня 1915 року, завершенням — 4 листопада 1918 року, в той час як для італійського військового контингенту в Албанії кваліфікаційним вважається період до 2 серпня 1920 року (дата підписання Італо-Албанської Конвенції).
Пам'ятна медаль носиться на лівому боці грудей, одна або в групі з іншими нагородами. При наявності інших нагород дана медаль носиться після Пам'ятної медалі Італо-турецької війни 1911—1912 і перед медаллю «За заслуги для екіпажів торгового флоту». Проте, оскільки наявність наявність медалі двох медалей малоймовірна, то за Пам'ятна медаллю на планках і колодках найчастіше йде Медаль Перемоги.

## Опис нагороди
Кругла бронзова медаль. Висота з вушком — 38.5 мм, діаметр — 32-32,5 мм, товщина — близько 4 мм.
Аверс: повернений вліво профіль короля Віктора Еммануїла III в мундирі і касці Адріана. По колу проходить напис «GUERRA PER L'UNITA D'ITALIA» (Війна за Єдність Італії), внизу стоять дати 1915—1918.
Реверс: зображення крилатої Богині Перемоги на щитах римських легіонерів підтримуваних італійськими солдатами з написом: зліва — CONIATO NEL, праворуч — BRONZO NEMICO (Карбувалась з ворожої бронзи).
Стрічка медалі складалася з кольорів італійського прапора (чергуються зелені, білі та червоні смуги), що повторюється шість разів. Ширина стрічки — 38 мм.
На стрічці можуть бути завершена бронзові планки, щоб нагадати роки участі у війні нагородженого: «1915», «1916», «1917» і «1918». У 1921 року встановив також планки з позначкою «Албанія 1919» і «Албанія 1920» для учасників цієї військової кампанії.
При носінні повнорозмірної медалі використовуються бронзові планки, при повсякденному носінні планки на колодці — зірочки, кожна з яких відзначає 1 рік служби під час війни.
Існують фрачні копії Пам'ятної медалі, які виготовлялися різними фірмами і майстернями, тому існує велика кількість варіантів мініатюр.

## Виробники
У зв'язку з необхідністю виготовлення великої кількості екземплярів даної нагороди її виробляли кілька фірм. Тому нагороди мають невеликі відмінності, а під портретом короля містилося клеймо виробника. Відомі клейма шести різновидів, хоча зустрічаються медалі без маркування виробника:
- FL & CM
- M.Nelli. Inc.
- Sacchini-Milano
- S.I.M.
- S.I.M. Roma
- S.J.

## Відомі нагороджені
- Віктор Емануїл III
- Беніто Муссоліні
- Ернест Хемінгуей